# Bellerophon (Schiff, 1866)
Die HMS Bellerophon war ein frühes Panzerschiff der britischen Royal Navy. Das 1865 vom Stapel gelaufene Schiff wurde im März 1866 in Dienst gestellt und im Dezember 1922 abgewrackt.

## Geschichte

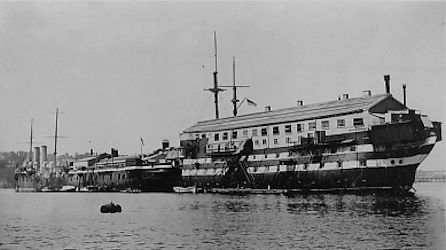
Der Ausbildungskomplex Indus, die ehemalige Bellerophon als Indus III ist die mittlere der drei Hulks

Die Bellerophon wurde in Chatham in Dienst gestellt und diente bis 1871 in der Kanalflotte. Beim Auslaufen aus Belfast Lough wurde sie 1868 von der Minotaur gerammt, erlitt aber nur minimale Schäden. Das Schiff diente von 1871 bis 1872 in der Mittelmeerflotte und wurde dann zur Überholung abgezogen, wo sie ein Poopdeck erhielt. 1873 löste die Bellerophon die Royal Alfred als Flaggschiff auf der Nordamerikastation ab. Am 24. November 1873 kollidierte die Bellerophon mit dem Dampfer Flamsteed der Liverpool, Brazil and River Plate Steam Navigation Company, der daraufhin sank. Alle an Bord der Flamsteed befindlichen Personen wurden von dem portugiesischen Schiff Blimani gerettet. Während ihrer Zeit in Nordamerika erhielt Bellerophon eine Umfassende Überholung, bei der sowohl die Kessel als auch die Bewaffnung erneuert wurden, bis sie schließlich 1892 in Plymouth ausgemustert wurde. 1903 wurde sie als Hafenwache in Pembroke wieder in Dienst gestellt. Ein weiteres Jahr später wurde die Bellerophon zu einem Ausbildungsschiff für Heizer umgebaut und in Indus III umbenannt. Das Schiff wurde am 12. Dezember 1922 an P. und W. McLellan zum Verschrotten verkauft, wo es im März 1923 in Bo’ness eintraf.

## Technik
Bei diesem von Sir Edward Reed entworfenen Schiff wurde das Verhältnis von Leistung zu Gewicht verbessert. Die Geschützreihen auf der Breitseite wurden durch eine kleine Anzahl zentral platzierter Geschütze mit den seinerzeit größtmöglichen Kalibern ersetzt. Die Panzerung wurde dicker, war aber nicht auf ganzer Schiffslänge gleich stark. Ein scharfer Rammsporn wurde mit der Form eines klassischen Klipperbugs kombiniert.
Zum ersten Mal seit dem Bau der Warrior wurde die grundlegende Konstruktionsmethode des Schiffsentwurfes für den Rumpf eines Panzerschiffs geändert. Die Verwendung von Längsträgern, die dem Rumpf Festigkeit und Widerstandsfähigkeit verleihen sollten, wurde aufgegeben und ein von Nathaniel Barnaby entwickeltes „Konsolenrahmen“-System eingeführt. Dieses System ermöglichte den Einbau eines doppelten Bodens in das Schiff, was sich im Falle einer Beschädigung positiv auf die Überlebenschancen von Mannschaft und Schiff auswirkte. Weiterhin hatte er den Vorteil, dass die Maschine höher angebracht werden konnte, was den Schwerpunkt des gesamten Schiffes anhob und das Schiff so zu einer stabileren Geschützplattform machte. Um Gewicht zu sparen, wurde ein Teil des Rumpfes aus Stahl gefertigt. Die neue Konstruktionsweise bewirkte eine Gewichtseinsparung, sodass 30 Meter des Rumpfes der Bellerophon 1.123 tn.l. (britische Tonnen) entsprechend 1.141 t (metrische Tonnen) wogen. Der Vergleichswert für 30 Meter bei der früher gebauten Black Prince lag bei 1.303 tn.l. (1.324 t). Im Gegensatz zur Auftriebsverteilung von früheren Klassen und Schlachtschiffen hatten Bug und Heck der Bellerophon ein U-förmiges Profil, was den Auftrieb an den Enden erhöhte.
Die Bellerophon besaß das erste Balanceruder in der Royal Navy. Acht Mann konnten das Ruder in etwa 27 Sekunden voll einschlagen, während bei der Warrior vierzig Mann 90 Sekunden für das gleiche Manöver benötigten.
Das Schiff hatte eine Länge zwischen den Loten von 91,44 m, eine Breite von 17,09 m und einen Tiefgang von 7,52 m. Die Verdrängung lag bei 767 t.

### Antrieb
Die Bellerophon war mit einer 2 Zyl.- Dampfmaschine ausgestattet, die eine Welle antrieb und insgesamt 6521 PS (4.796 kW) entwickelten, mit der sie eine Höchstgeschwindigkeit von 14,17 Knoten (26 km/h) erreichte. Der Dampf wurde von 8 Heizkesseln geliefert. Das Schiff konnte maximal 650 t Kohle mitführen, was ihr bei 8 Knoten (15 km/h) eine Reichweite von 1500 Seemeilen (2800 km) ermöglichte. Die Besatzung des Schiffes bestand aus 650 Offizieren und Mannschaft.
Die Bellerophon war als 3-Mast-Vollschiff mit einer Segelfläche von 2.211 m² getakelt.  Ihre Höchstgeschwindigkeit unter Segeln betrug 10 Knoten (19 km/h).
Die Schiffsschraube konnte zur Verringerung des Wasserwiderstandes unter Segeln abgekoppelt werden und frei laufen.

### Bewaffnung
Die Erstbewaffung mit Schiffsartillerie war im Jahr 1866 abgeschlossen und bestand hauptsächlich aus Vorderladergeschützen. 1885 wurde die Geschützausstattung modernisiert und komplett auf Hinterlader-Geschütze umgerüstet.

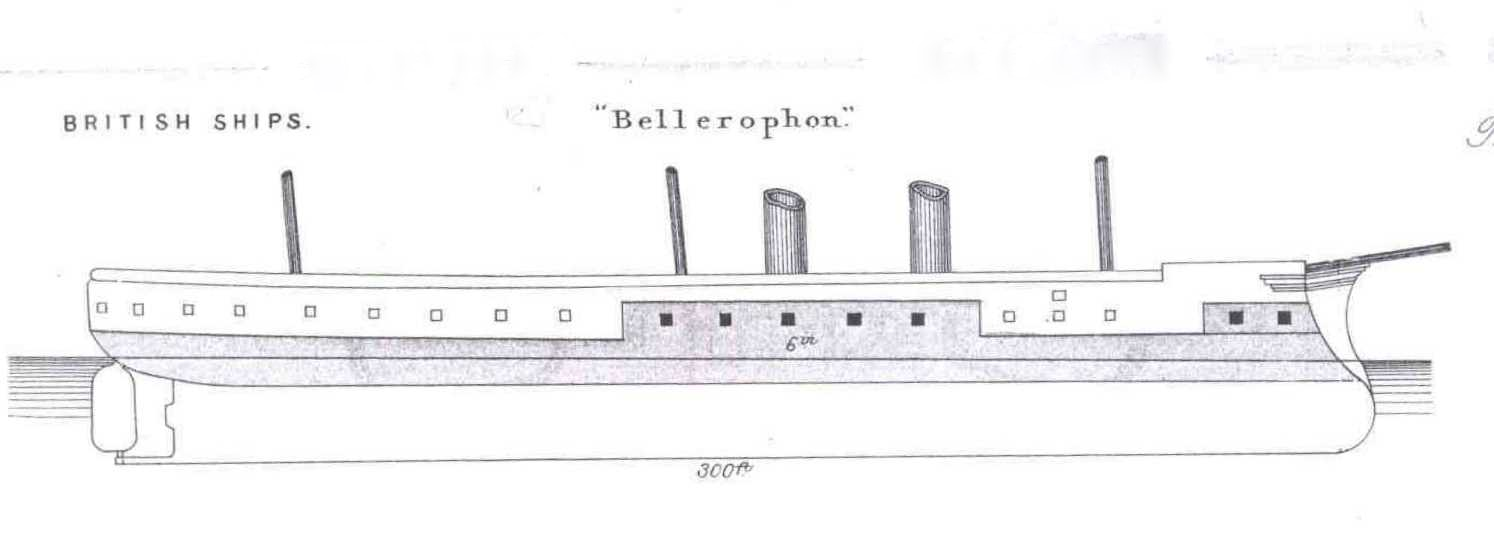
Seitenansicht der Bellerophon; fünf Geschütze der Mittel-Batterie mit hochgezogenener Panzerung
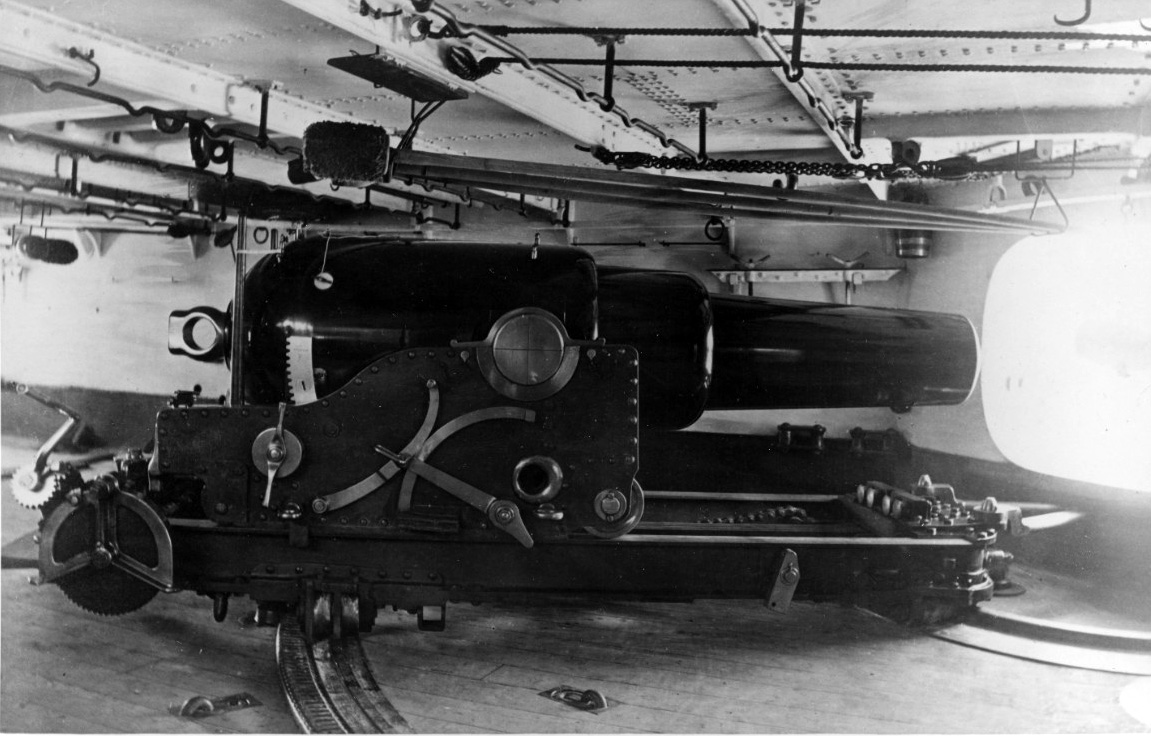
Typ: RML 7 inch 22,9-cm-Vorderladerschütz (Rifled Muzzle Loader (RML)) in einem Schiffsdeck eingebaut
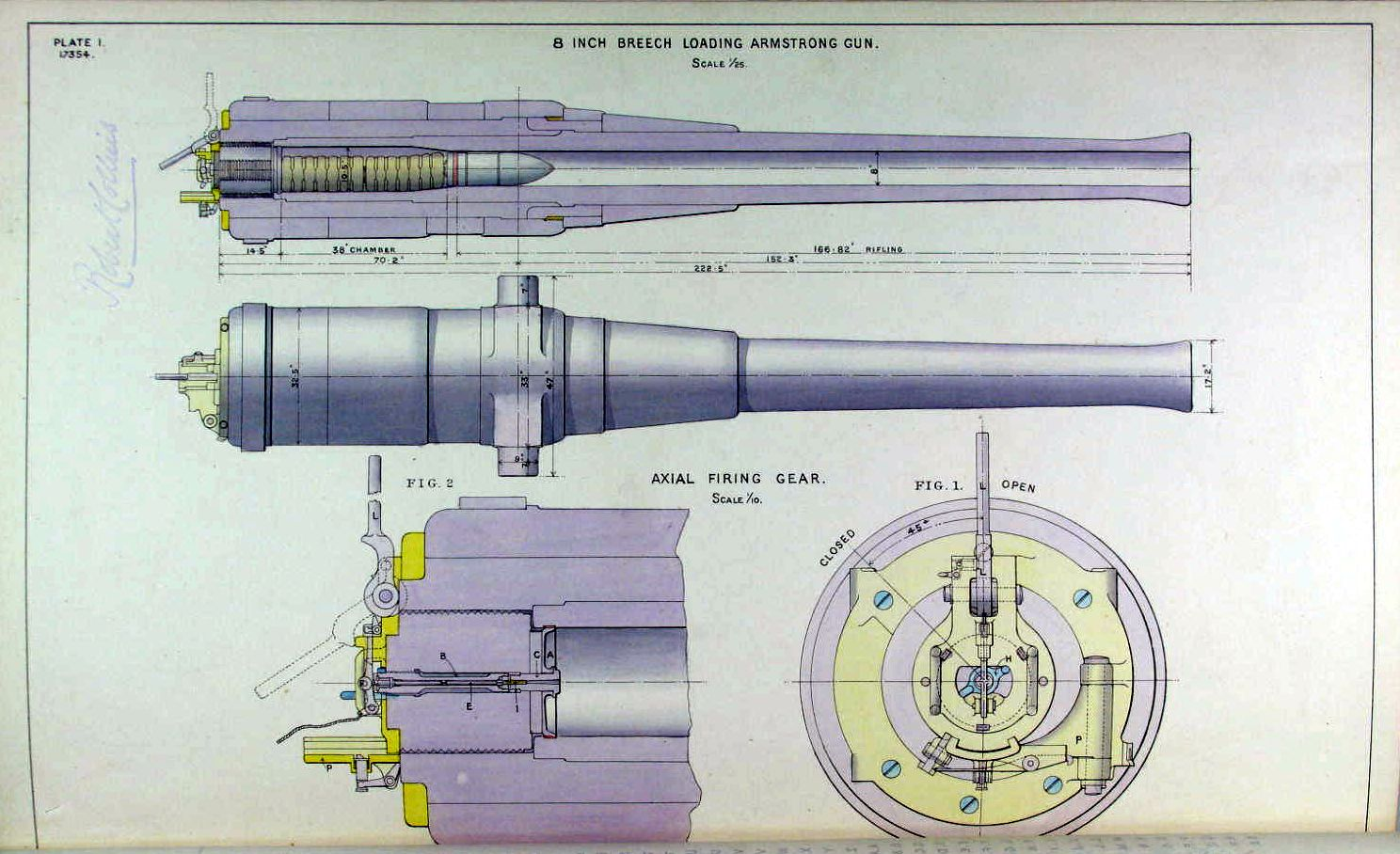
Typ: BL 8 inch 20,3-cm-Hinterladerschütz (Breechloader (BL))

#### Bewaffnung ab 1866
Die Bellerophon war mit zehn 229-mm-Vorderladergeschützen mit gezogenem Lauf ausgestattet, die auf dem Hauptdeck, jeweils fünf als Mittel-Batterie auf jeder Seite montiert waren. Außerdem waren fünf 178-mm-Vorderladergeschütze ebenfalls mit gezogenem Lauf montiert, von denen jeweils zwei vorn und achtern auf dem Hauptdeck sowie das fünfte auf dem Achterdeck montiert waren. Die Granaten der 229-mm-Geschütze wogen 115,20 kg, während ein Geschütz selbst 12 Tonnen wog. Mit einer Mündungsgeschwindigkeit von 430 (m/s)  waren sie in der Lage, Schmiedeeisenpanzerungen bis zu einer Stärke von 287 mm zu durchschlagen. Die 178-mm-Geschütze wogen 6,60 Tonnen und verschossen 50,80-kg-Granaten. Sie waren in der Lage, Panzerungen bis zur Dicke von 96 mm zu durchschlagen.

#### Bewaffnung ab 1885
Zwischen 1881 und 1885 wurde die gesamte Vorderladerbewaffnung durch Hinterlader ersetzt. Die Bellerophon erhielt für die Mittelbatterie zehn 203-mm-Geschütze Da die neuen Geschütze etwa 2,10 m länger waren als die ursprünglichen Geschütze erwies sich die Zentralbatterie als zu klein für den effektiven Einsatz dieser Geschütze. Vier 152-mm-Geschütze installierte man vorn und achtern als Kanonen zur Verfolgung und Verteidigung. Die vorderen Geschütze wurden in neuen Schießscharten im Vorschiff auf dem Oberdeck montiert, da die ursprünglichen Geschütze zu niedrig positioniert waren und bei hohem Seegang leicht überspült werden konnten. Weiterhin wurden zur Abwehr von Torpedobooten sechs 102-mm-Kanonen sowie vier 57-mm-Hotchkiss-Schnellfeuerkanonen und 12 Maschinengewehre eingebaut. Das Schiff erhielt außerdem zwei Torpedorohre mit 406 mm Durchmesser, die auf dem Hauptdeck außerhalb der Panzerbatterie untergebracht waren.

### Panzerung
Die Bellerophon hatte einen kompletten Wasserliniengürtel aus Schmiedeeisen, der mittschiffs 152 mm dick war und sich am Bug und Heck auf 127 mm verjüngte. Von der Höhe des Hauptdecks reichte er bis 1,80 m unter die Wasserlinie. Die Zentralbatterie wurde durch eine 152-mm-Panzerung geschützt, die 29,90 m lang war und an jedem Ende ein 127-mm-Querschott besaß. Die vorderen Geschütze waren durch eine Panzerung von 114 mm geschützt. Das Oberdeck war über der Batterie 125 mm und das Hauptdeck 13 mm dick. Die Panzerung war auf einer 200–250 mm starken Unterlage aus Teakholz aufgebracht und die Außenhaut des Schiffes war 38 mm dick. Das Gesamtgewicht der Panzerung betrug 1.111 t.